# Acrolepiidae
Acrolepiidae es una familia de lepidópteros perteneciente a la superfamilia Yponomeutoidea. En otras clasificaciones, es tratada como la subfamilia (Acrolepiinae) de la familia Glyphipterigidae.
Las orugas son puntadas y alcanzan un tamaño de 10 a 12 mm de longitud.  Los adultos tienen una envergadura de alas de entre  16 y 18 mm y generalmente hábitos nocturnos.

## Especies
Algunas especies representativas:
- Acrolepia aiea, Swezey 1933
- Acrolepia alliella, Sato 1979
- Acrolepia autumnitella, Curtis 1838
- Acrolepia nothocestri, Busck 1914
- Acrolepiopsis assectella, Zeller, 1839
- Acrolepiopsis betulella, Curtis 1838
- Acrolepiopsis incertella, Chambers 1872
- Acrolepiopsis marcidella, Curtis 1850
- Acrolepiopsis sapporensis, Matsumura 1931
- Acrolepiopsis tauricella, Staudinger 1870
- Acrolepiopsis vesperella, Zeller 1850
- Digitivalva arnicella, Heyden 1863
- Digitivalva eglanteriella, Mann 1855
- Digitivalva granitella, Treitschke 1833
- Digitivalva occidentella, Klimesch 1956
- Digitivalva pulicariae, Klimesch 1956
- Digitivalva reticulella, Hübner 1796